# Гара (Франция)
Гара́ (фр. Garat) — коммуна во Франции, находится в регионе Пуату — Шаранта. Департамент — Шаранта. Входит в состав кантона Суайо. Округ коммуны — Ангулем.
Код INSEE коммуны — 16146.
Коммуна расположена приблизительно в 400 км к юго-западу от Парижа, в 110 км южнее Пуатье, в 9 км к востоку от Ангулема.

## История
До Великой французской революции на территории коммуны было два прихода — Гара и Ладу. Восточную часть Ладу именовали Сент-Катерин, по названию церкви, которая действовала до 1667 года. Сент-Катерин сильно пострадала во время религиозных войн. Была также часовня Сен-Рош.
На юго-востоке коммуны в деревне Грёз существовал небольшой бенедиктинский мужской монастырь.

## Население
Население коммуны на 2008 год составляло 1787 человек.
| 1962 | 1968 | 1975 | 1982 | 1990 | 1999 | 2008 |
| ---- | ---- | ---- | ---- | ---- | ---- | ---- |
| 630  | 684  | 918  | 1255 | 1484 | 1481 | 1787 |

## Климат
Климат океанический. Ближайшая метеостанция находится в городе Коньяк.
| Показатель                        | Янв. | Фев. | Март | Апр. | Май  | Июнь | Июль | Авг. | Сен. | Окт. | Нояб. | Дек. | Год   |
| --------------------------------- | ---- | ---- | ---- | ---- | ---- | ---- | ---- | ---- | ---- | ---- | ----- | ---- | ----- |
| Средний суточный максимум, °C     | 8,7  | 10,5 | 13,1 | 15,9 | 19,5 | 23,1 | 26,1 | 25,4 | 23,1 | 18,5 | 12,4  | 9,2  | 17,7  |
| Средняя температура, °C           | 5,4  | 6,7  | 8,5  | 11,1 | 14,4 | 17,8 | 20,2 | 19,7 | 17,6 | 13,7 | 8,6   | 5,9  | 12,5  |
| Средний суточный минимум, °C      | 2,0  | 2,8  | 3,8  | 6,2  | 9,4  | 12,4 | 14,4 | 14,0 | 12,1 | 8,9  | 4,7   | 2,6  | 7,8   |
| Норма осадков, мм                 | 80,4 | 67,3 | 65,9 | 68,3 | 71,6 | 46,6 | 45,1 | 50,2 | 59,2 | 68,6 | 79,8  | 80,0 | 783,6 |
| Источник: Relevé météo des Cognac |      |      |      |      |      |      |      |      |      |      |       |      |       |

## Экономика
В 2007 году среди 1167 человек в трудоспособном возрасте (15—64 лет) 827 были экономически активными, 340 — неактивными (показатель активности — 70,9 %, в 1999 году было 72,0 %). Из 827 активных работали 781 человек (417 мужчин и 364 женщины), безработных было 46 (14 мужчин и 32 женщины). Среди 340 неактивных 111 человек были учениками или студентами, 152 — пенсионерами, 77 были неактивными по другим причинам.

## Достопримечательности
- Приходская церковь Св. Петра в оковах (XII век). Исторический памятник с 1926 года[4]
- Замок Траншад[фр.] (XIV век). Исторический памятник с 1970 года[5]

## Фотогалерея
- Церковь Св. Петра в оковах
- Интерьер церкви Св. Петра в оковах
- Замок Траншад
- Мэрия
- Школа